# Watchmen: Motion Comic
Watchmen: Motion Comic är en amerikansk animerad kortfilmsserie från 2008 släppt både på webben och på TV. Den är baserad på serieromanen Watchmen, skriven av Alan Moore och illustrerad av Dave Gibbons. Serien består av tolv stycken sammankopplade avsnitt på mellan 25 och 30 minuter, där alla dessa avsnitt både är baserade på och delar namn med de tolv kapitlen från Watchmen. Alla röster, både manliga och kvinnliga, görs av skådespelaren Tom Stechschulte. Serien släpptes på DVD i mars 2009 för att sammanfalla med premiären av Watchmen-filmen.

## Avsnitt
| Nr | Titel                            | Sändningsdatum   |
| --- | -------------------------------- | ---------------- |
| 1 | "At Midnight, All the Agents..." | 17 juli 2008     |
| Rorschach undersöker The Comedians död och formulerar ihop en teori om detta mord. |                                  |                  |
| 2 | "Absent Friends"                 | 6 oktober 2008   |
| The Comedian begravs och delar av hans förflutna presenteras genom återblickar. |                                  |                  |
| 3 | "The Judge of All the Earth"     | 20 oktober 2008  |
| Dr. Manhattans förhållande med Laurie Juspeczyk tar slut och han upptäcker att fler av hans nära och kära har fått cancer. Dr. Manhattan sätter sig själv i exil på Mars. |                                  |                  |
| 4 | "Watchmaker"                     | 3 november 2008  |
| Delar av Dr. Manhattans bakgrundshistoria presenteras genom återblickar. |                                  |                  |
| 5 | "Fearful Symmetry"               | 17 november 2008 |
| Rorschach fortsätter att arbeta efter sin tidigare skapta teori, där han fokuserar på den tidigare ärkefienden Moloch. Moloch mördas dock och Rorschach beskylls för mordet, vilket leder till att han fängslas. |                                  |                  |
| 6 | "The Abyss Gazes Also"           | 1 december 2008  |
| I fängelset intervjuas Rorschach av Dr. Malcolm Long, som är en psykolog. Delar av Rorschachs bakgrundshistoria och hans riktiga identitet avslöjas. |                                  |                  |
| 7 | "A Brother to Dragons"           | 15 december 2008 |
| Laurie Juspeczyk (alias Silk Spectre) inleder ett förhållande med Daniel Dreiberg (alias Nite Owl) och de bor nu tillsammans. Nite Owl och Silk Spectre räddar flera människor från en brinnande byggnad och de lyckas även bryta ut Rorschach från fängelset. |                                  |                  |
| 8 | "Old Ghosts"                     | 29 december 2008 |
| Dr. Manhattan tar med Juspeczyk till Mars. Som hämnd för utbrytningen av Rorschach dödar några gängmedlemmar Hollis Mason (den första Nite Owl), då de trodde att han låg bakom utbrytningen. |                                  |                  |
| 9 | "The Darkness of Mere Being"     | 12 januari 2009  |
| På Mars försöker Juspeczyk övertyga Dr. Manhattan att rädda världen, men han anser att det mänskliga livet är ointressant. Delar av Juspeczyk bakgrundshistoria presenteras genom återblickar och hon får reda på att The Comedian var hennes biologiska fader. |                                  |                  |
| 10 | "Two Riders Were Approaching..." | 26 januari 2009  |
| Nite Owl och Rorschach fortsätter att arbeta efter den tidigare skapta teorin och de kommer fram till att Adrian Veidt (alias Ozymandias) ligger bakom allting. Rorschach skickar sin dagbok till tidningen New Frontiersman. |                                  |                  |
| 11 | "Look on My Works, Ye Mighty..." | 9 februari 2009  |
| På Karnak, Veidts hemvist på Antarktis, berättar Veidt om sin plan. När Nite Owl och Rorschach konfronterar honom (troendes att han är på väg att starta det tredje världskriget) slår Veidt ner deras försök. Han förklarar att han planerar att få ett slut på det kalla kriget, genom en falsk invasion av utomjordingar, och att hans plan redan är satt i verket.                                                                                     |                                  |                  |
| 12 | "A Stronger Loving World"        | 23 februari 2009 |
| Dr. Manhattan och Juspeczyk anländer till Karnak. Veidt övertygar dem om att hans falska invasion kommer att leda till världsfred och att om de avslöjar sanningen för någon har alla människor dött i onödan. De går alla med på detta resonemang, förutom Rorschach, som stormar ut ur byggnaden men stoppas och dödas av Dr. Manhattan. I slutet lämnar Dr. Manhattan Jorden och Juspeczyk och Dreiberg fortsätter sin romans under falska identiteter. |                                  |                  |